# Arabieren

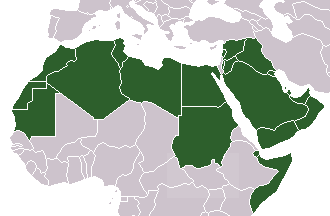
Lidstaten van de Arabische Liga.

Arabieren zijn oorspronkelijk de nomadische Semitische inwoners van het Arabisch Schiereiland (Arabië), die het Arabisch als taal hebben. Door de verspreiding van de islam is de Arabisch-sprekende populatie en hun cultuur verspreid over 22 landen, waarvan 12 in Zuidwest-Azië en 10 in Noord-Afrika, en bedraagt circa 450 miljoen mensen. Deze 'Arabische Wereld' kent vele nationaliteiten, vormen en gezichten, en er zijn vele verschillende dialecten binnen de Arabische taal. Iemand kan zich als Arabier identificeren op grond van zijn etnische afkomst, zijn moedertaal of het land waarin hij woont.
Arabieren woonden oorspronkelijk op het Arabisch schiereiland dat bestaat uit het hedendaagse Saoedi-Arabië, de Verenigde Arabische Emiraten, Koeweit, Jemen en Oman en verder ook een deel van de landen Jordanië en Irak. Later heeft de Arabische taal en cultuur zich door islamitische veroveringen verspreid over andere delen van het Midden-Oosten en Noord-Afrika voor het Arabische rijk. De meeste volkeren van dit gebied waren slechts zijdelings verwant aan de Arabieren, maar werden in latere tijden gearabiseerd.

## Arabisering
Arabisering is het culturele proces waarbij in de loop der tijden een oorspronkelijk niet-Arabisch volk de taal en cultuur van de Arabieren overneemt en personen uit beide volken met elkaar huwen. Sinds de uitbreiding naar Afrika is het grootste deel van Noord-Afrika gearabiseerd en beschouwen de meeste bewoners aldaar zich als Arabier. Er wordt Arabisch gesproken naast de inheemse talen, zoals de Koesjitische talen.
De huidige Noord-Afrikanen hebben meestal zowel etnisch Berberse als Arabische voorouders. In mindere mate zijn daar nog oorspronkelijke Berbers. De verschillen tussen deze groepen zijn voornamelijk cultureel van aard (dialect, rituelen, geschiedenis). In Soedan gaat het om gearabiseerde Nubiërs nazaten van de Koesjieten.
De bewoners ten noorden van het Arabisch schiereiland zijn gearabiseerde Semieten zoals Arameeërs (Syriërs) en Assyriërs of niet-Semieten zoals Armeniërs en Koerden en nog andere kleinere volken.

## Geografische ligging
De Arabieren wonen met name in de Arabische wereld. Deze bestaat uit 19 landen die liggen in Noord-Afrika en het Midden-Oosten en landen waar meer dan de helft van de bevolking het Arabisch als moedertaal heeft.
De volgende landen en gebieden worden hiertoe gerekend:
- Het Arabische schiereiland: Saoedi-Arabië, Koeweit, Bahrein, Qatar, de Verenigde Arabische Emiraten, Oman en Jemen.
- Irak.

- De Levant: Syrië, Libanon, Jordanië en Palestina.
- De Nijl-vallei: Egypte en Soedan.
- De Maghreb: Libië, Tunesië, Algerije, Marokko (inclusief de betwiste Westelijke Sahara) en Mauritanië.

Somalië, Djibouti en de Comoren worden vaak ook tot de Arabische wereld gerekend. Hoewel in deze landen het volk niet etnisch Arabisch is, worden ze vaak toch tot de Arabische wereld gerekend wegens overeenkomsten in o.a. geschiedenis, cultuur, religie en taalgebruik.
Ruim 70% van de Arabische wereld heeft een woestijnklimaat. Bekende Sahara's zijn onder andere de grote Sahara, de Syrische woestijn en de Arabische woestijn. Hier wonen over het algemeen weinig mensen, meestal rondtrekkende nomaden en bedoeïenen. De meeste mensen wonen aan de oevers van rivieren en andere vruchtbare gebieden. Men moet hierbij denken aan de Eufraat en de Tigris in Irak en de Nijl in Egypte en Soedan. In de Arabische landen liggen ook hoge bergketens, zoals het Atlasgebergte in Marokko waar zich ook de hoogste berg van de Arabische wereld bevindt: de Toubkal die 4.165 m hoog is. Het laagste punt is de Dode Zee op de grens van Jordanië, Israël en de Westelijke Jordaanoever; die ligt 423 m onder zeeniveau.
De oppervlakte van de Arabische wereld is zo'n 14 miljoen km², een gebied dat groter is dan Europa en de VS, maar kleiner dan Rusland. Het grootste Arabische land qua oppervlakte is Algerije, gevolgd door Saoedi-Arabië en Soedan. Het kleinste Arabische land vormen de Comoren.

## Demografie
De bevolking van de Arabische wereld groeit vrij snel. In sommige landen loopt het aantal inwoners dat jonger is dan 30 jaar op tot meer dan driekwart van de bevolking. Het Arabische land met de meeste inwoners is Egypte, met een bevolking van ruim 95 miljoen inwoners. Daarna komt Soedan, vervolgens Algerije. Het Arabische land met de minste inwoners is de Comoren eilanden. De meeste mensen wonen in grote steden die omringd zijn door vruchtbaar landschap, zoals Caïro en Bagdad.

### Religie
De islam is veruit de grootste religie in de Arabische wereld: ruim 85 procent van de Arabieren hangt deze religie aan. Het merendeel van de Arabische moslims is soennitisch. Sjiitische Arabieren vindt men vooral in Irak, Syrië, Bahrain, Jemen, Oman en Libanon. Voorts treft men in de Levant en Irak Ahl-e Haqq-volgelingen, Alevieten, Druzen, Yezidis en Shabakken aan (grotendeels afsplitsingen van de sjiitische islam).
Na de islam is de grootste religie het christendom. Er wonen zo'n 30 miljoen christenen. Deze zijn met name te vinden in Egypte en de Levant. In Egypte vormen de Koptische christenen ongeveer 10 procent van de bevolking. In Syrië is 10% van de bevolking christelijk (waaronder echter ook Assyrische, Aramese en Armeense christenen, geen etnische Arabieren) en in Libanon vormen de christenen, met name de Maronitische, ongeveer 40 procent van de bevolking. Verder zijn er nog kleine joodse gemeenschappen in verschillende Arabische landen. Het aantal christenen en joden in de Arabische wereld is sinds het begin van de 20e eeuw sterk afgenomen, zowel in percentage als in absolute aantallen.

### Taal

De verspreiding van Arabische variëteiten in de Arabische Wereld.

De belangrijkste en meest gesproken taal in de Arabische wereld is het Arabisch. Dit is de op vijf na meest gesproken taal ter wereld, en is ook een van de talen van de Verenigde Naties. Het Arabisch is een Semitische taal en verwant aan het Aramees en het Hebreeuws. Het moderne Standaard Arabisch is de officiële taal in alle Arabische landen. Deze wordt gesproken bij officiële gelegenheden (bijvoorbeeld in de politiek of op het nieuws) en wordt gebruikt in de schrijftaal. In het dagelijks leven wordt er veel in dialecten gesproken, die in meer of mindere mate afwijken van het moderne Standaard Arabisch.
Deze dialecten kunnen worden ingedeeld in zes categorieën:
- Het Egyptisch-Arabisch. Dit is het meest gebezigde dialect in de Arabische wereld. Dat komt doordat overal in de Arabische wereld naar Egyptische series en films wordt gekeken en de grootste Arabische zangers Egyptenaren zijn. Met name het dialect van Caïro is zeer goed verstaanbaar. Daarnaast is er ook nog het Sa'idi Arabisch dat in Opper-Egypte wordt gesproken.
- Het Syrisch-Libanees Arabisch. Dat wordt gesproken in Bilad Al-Sham (Syrië, Libanon, Jordanië en de Palestijnse gebieden)
- Iraaks-Arabisch.
- Khaliji Arabisch wordt gesproken in de Golf-landen zoals Verenigde Arabische Emiraten, Koeweit, Qatar, Bahrein en kleine gedeeltes van Saoedi-Arabië
- Jemenitsch-Saoedisch en Omani Arabisch. Dat wordt gesproken in de "Zuidelijke Arabische Wereld", met name Jemen, Oman, Saoedi-Arabië, Somalië, Djibouti en een minderheidstaal in Eritrea.
- Maghrebijns-Arabisch, ook bekend als Darija dat wordt gesproken in de Arabische Maghreb. Dit is het meest afwijkende en door Berbers beïnvloede dialect in de Arabische wereld.

Daarnaast spreken veel Arabieren Engels als tweede taal. In de Arabische landen die vroeger bezet waren door Frankrijk, spreekt men vaak ook goed Frans. Vooral in Marokko, Algerije en Tunesië wordt veel Frans gesproken en bevatten de dialecten veel Franse leenwoorden.

### Emigratie
Buiten de Arabische wereld wonen 30 tot 50 miljoen Arabieren, vooral in Zuid-Amerika, Europa en Noord-Amerika. Het land met het grootste aantal Arabische migranten is Brazilië: hier wonen ruim 12 miljoen Arabieren, voornamelijk afkomstig uit Libanon en Syrië. In Argentinië, de VS en Europese landen als Italië, Duitsland, en Groot-Brittannië wonen ook aanzienlijke aantallen Arabische migranten.

## Geschiedenis

### Voor de islam
Zie ook Jahiliyya
De periode van voor de islam wordt door de Arabieren de djahiliyah genoemd, wat letterlijk 'onwetendheid' betekent. Volgens zowel de Bijbel als de Koran had de profeet Abraham twee zonen: Isaak en Ismaël. Volgens de islamitische traditie zijn de Arabieren de nakomelingen van Ismaël en zijn ze daarmee, net als de Joden die van Isaak afstammen, een Semitisch volk. De Arabieren komen oorspronkelijk uit Jemen en bewoonden voor de christelijke jaartelling alleen het Arabisch schiereiland.
De Arabische bevolking was ingedeeld in een aantal stammen. In de Koran worden hiervan enkele genoemd: 'Ad, Thamud en Madyan. De stammen konden grofweg in twee categorieën worden ingedeeld: stammen die naar het noorden, oosten en westen van het Arabische schiereiland waren geëmigreerd (Adnan-Arabieren) en stammen die in het huidige Jemen woonden (Qahtan-Arabieren). De Arabieren hadden voor de islam een polytheïstische religie en aanbaden honderden goden in de vorm van afgodsbeeldjes.
In Jemen ontstond ruim duizend jaar voor de christelijke jaartelling een koninkrijk: het koninkrijk van Seba, dat later door de Romeinen Arabia Felix werd genoemd. Er zijn nog sporen van dit koninkrijk te vinden in de vorm van tempels en ruïnes bij het plaatsje Ma'rib. Later emigreerde een groep Arabieren naar het huidige Jordanië en stichtte hier het rijk van de Nabateeërs. Ook hiervan zijn nog sporen te vinden in de vorm van enorme rotsgraven, waarvan de bekendste de rotsgraven bij Petra zijn. Later werd het rijk van de Nabateeërs veroverd door de Romeinen. Andere stammen, de Banu Ghassan en de Banu Lakhm, emigreerden naar respectievelijk Syrië en Irak. Deze stammen bekeerden zich tot het christendom.

### De Middeleeuwen
Zie ook: Islamitisch Kalifaat

#### De Profeet Mohammed en de Rechtgeleide Kaliefen
Het Arabische schiereiland lag aan het begin van de Middeleeuwen tussen twee wereldrijken: het Byzantijnse rijk en het Perzische rijk. Mekka was een van de belangrijkste steden op het Arabische schiereiland: het was een belangrijke handelsstad en de heilige Kaäba stond er, die volgens de traditie door Abraham was gebouwd. In 570 werd hier de profeet Mohammed geboren; hij was van de Banu Hashim stam. Op zijn veertigste kreeg Mohammed van de aartsengel Djibriel (Gabriël) de boodschap dat hij de laatste profeet van Allah (Arabisch voor God) was en het monotheïstische geloof van Abraham, de islam, moest voltooien. Dit ging eerst moeilijk aangezien de Arabieren die in Mekka woonden geen afstand wilden doen van hun polytheïstische religie. Maar, nadat Mohammed met een aantal trouwe bondgenoten naar Medina was geëmigreerd, wist hij vandaaruit uiteindelijk Mekka te veroveren en de Arabieren te bekeren tot de islam.
Na zijn dood in 632 werd Mohammed opgevolgd door de rechtgeleide kaliefen, ook wel de Rashidun genoemd. (Een kalief is een wereldlijk opvolger van de profeet Mohammed en staat aan het hoofd van het kalifaat, het islamitische rijk). De eerste van de Rashidun, Aboe Bakr, was de beste vriend van de Profeet. Deze had het aanvankelijk moeilijk, omdat Arabieren na de dood van een leider, in dit geval de Profeet, gewoonlijk terugvielen op hun oude levensstijl. Aboe Bakr moest ervoor zorgen dat de Arabische stammen bleven vasthouden aan de islam. De hieruit ontstane conflicten staan bekend als de Ridda-oorlogen.
Aboe Bakr werd opgevolgd door de schoonvader van de Profeet, Omar ibn al-Chattab, die het kalifaat enorm wist uit te breiden. Hij veroverde grote gebieden op de Byzantijnen en veroorzaakte de val van het Perzische rijk. Egypte, Iran en het oosten van het huidige Turkije kwamen binnen het kalifaat te liggen. Na de moord op Omar kwam Othman ibn Affan, de schoonzoon van de Profeet, aan de macht. Hij breidde het kalifaat verder uit.
Onder Ali ibn Abu Talib, het neefje van de Profeet die Othman opvolgde, kwam de stabiliteit in het kalifaat onder druk te staan. Al gauw kwam een groep mensen onder leiding van Muawiyah, de gouverneur van Damascus, in opstand tegen Ali's bewind. Uiteindelijk won Muawiyah en werd Ali afgezet. Dit leidde tot een splitsing onder de moslims: een deel erkende Muawiyah als nieuwe kalief, zij worden de soennieten genoemd. Een ander deel vond dat Ali's zoon, Hassan, het recht had de nieuwe kalief te worden: zij worden de groep van Ali (Arabisch: sji'at Ali), of sjiieten, genoemd.

#### De Omajjaden
Na de dood van Ali werd Muawiyah door de meeste moslims erkend als kalief van het kalifaat. Hij was de eerste van de Omajjaden, vernoemd naar de grootvader van Muawiyah, Oemayya. Muawiyah was oorspronkelijk de gouverneur van Damascus en de opeenvolgende Omajjaden bleven deze stad, die centraler lag in het Arabische rijk dan het afgelegen Mekka en Medina en bij belangrijke handelsroutes, als hoofdresidentie gebruiken en breidden het kalifaat enorm uit. Grote delen van West-Azië werden veroverd en ook bereikte het rijk van de Omajjaden de Atlantische kust. In 711 stak de Moorse legerleider Tariq ibn Ziyad de Middellandse zee over en veroverde hij het Iberische schiereiland, dat onder de Moren bekend zou komen te staan als Al-Andalus. Maar intern was het Omajjadische kalifaat niet echt stabiel: al in 680 brak er een opstand uit onder leiding van Ali's zoon Hoessein maar die kon nog neergeslagen worden. In 750 werden de Omajjaden definitief verslagen en vluchtten ze naar het huidige Spanje.

#### De Abbasiden
Na de val van de Omajjaden kwamen in 750 de Abbasiden aan de macht. Zij regeerden vanuit Bagdad. Onder de Abbasiden vond er een enorme bloei van cultuur en wetenschap plaats. Waar in Europa een sluimertijd van de wetenschap heerste, werd in het Midden-Oosten de kennis over met name astronomie en wiskunde enorm uitgebreid. Ook de filosofie kreeg de wind mee. Veel wetenschap werd bedreven in het Huis der Wijsheid, een academisch centrum in Bagdad. Bekende wetenschappers uit deze tijd zijn Ibn Rushd, Ibn Sina - die beroemd werd om zijn Canon van de Geneeskunde -, Ibn Khaldun, Al-Farabi, Al-Ghazali en Al-Chwarizmi, die wordt gezien als de grondlegger van de algebra. Ook de literatuur ontwikkelde zich onder de Abbasiden: zo werden veel verhalen verzameld in de verhalenbundel van Duizend-en-één-nacht en maakte Ibn Battuta zijn reisverslagen. In de Arabische wereld ontstonden de eerste universiteiten: in Fez de universiteit van Karaouine en in Caïro de Al-Azhar universiteit, die nog steeds geldt als een van de belangrijkste universiteiten in de Arabische wereld.
Ondanks de grootse ontwikkelingen op het gebied van wetenschap brokkelde het rijk der Abbasiden in de loop der tijd af en ontstonden er meerdere islamitische staatjes naast elkaar die elkaar bestreden. Vooral in de Maghreb ontstonden al snel staten die onafhankelijk waren van de kalief in Bagdad. In 909 werd er zelfs een nieuw kalifaat uitgeroepen: het sjiitische kalifaat van de Fatimiden. Het rijk van de Abbasiden en van de Fatimiden bestonden naast elkaar maar erkenden elkaars autoriteit niet.

#### Verval
Tegen de helft van de Middeleeuwen begonnen de Arabieren hun macht kwijt te raken. Dit was in verschillende gebieden in de Arabische wereld merkbaar. Het waren vaak niet meer de Arabieren die de macht hadden in de Arabische wereld maar andere volkeren: in de Maghreb waren machtige Berberdynastieën ontstaan zoals de Almohaden in Marokko en de Hafsiden in Tunesië, en de Levant werd veroverd door de Turkse Seltsjoeken. Desondanks bleven respectievelijk in zowel Bagdad als in Caïro de sjiitische Fatimiden en de soennitische Abbasiden aan de macht. Rond de 11e eeuw trokken veel Arabische stammen in de richting van de Maghreb, waarvan de bekendste Banu Hilal is. Ze onderwierpen de oorspronkelijke bevolking en verwoestten veel inheemse steden en dorpen en daarmee deels ook de Berberse cultuur. De Arabieren vervingen in de meeste gebieden de heersende Berberdynastie door een Arabisch heersershuis. Zo werd de Maghreb deels gearabiseerd. Tot op heden is er echter nog een sterke Berbercultuur die zich met wisselend succes verzet tegen de arabisering.
In 1099 veroverden Europese kruisvaarders Jeruzalem. De Koerdische leider Saladin, die de macht in Caïro had overgenomen van de Fatimiden, wist de kruisvaarders te verslaan.
In 1258 kwam de genadeklap: de Mongolen veroverden Bagdad en maakten daarmee een einde aan het kalifaat van de Abbasiden. Grote delen van Bagdad werden verwoest. In 1492 werd ook aan de islamitische macht in Spanje een einde gemaakt met de Reconquista.
In 1299 kwam het Turkse Ottomaanse rijk op. De Ottomaanse sultan riep zich uit tot de nieuwe kalief en veroverde grote delen van Oost-Europa, het Midden-Oosten en Noord-Afrika. Zo kwamen de Arabieren opnieuw terecht in een kalifaat, ditmaal geen Arabisch maar een Turks. Alleen Marokko, Soedan, Somalië, en een deel van het Arabische schiereiland werden niet door het Ottomaanse rijk veroverd.

### Moderne tijd
Voor meer informatie, zie Recente geschiedenis van het Midden-Oosten

#### Kolonisatie
Rond de 16e en 17e eeuw was het Ottomaanse rijk enorm uitgebreid, maar na een periode van groei en stagnatie brak een periode van verval aan. In de 19e eeuw werd in Noord-Afrika steeds meer Ottomaans gebied veroverd door Europese koloniale mogendheden: Italië nam Libië in, Frankrijk nam Algerije, Tunesië, Mauritanië en een deel van Marokko in bezit, en Spanje het noorden van Marokko en de Westelijke Sahara. Zo werd de Maghreb opgedeeld in verschillende staten. Egypte en Soedan kwamen aan het einde van de 19e eeuw onder Brits protectoraat. Toch zou het Ottomaanse rijk pas echt definitief vallen na de Eerste Wereldoorlog in het begin van de 20e eeuw.
In de Levant en op het Arabische schiereiland kwam een vurig nationalisme op gang. De Arabieren wilden zich ontdoen van de Ottomaanse overheersing. De Britten steunden een Arabische opstand tegen de Turken in ruil voor de onafhankelijkheid van de Arabieren. Nadat de Arabieren echter waren ontdaan van de Turkse overheersing, kwamen de Europeanen en verdeelden de Levant in vijf nieuwe staten: Syrië en Libanon onder Frans mandaat; Irak, Jordanië en Palestina onder Brits mandaat. Ook Zuid-Jemen, Oman en de Golfstaten kwamen onder Brits bewind. De Arabische landen waren om twee redenen belangrijk voor de Europeanen, namelijk vanwege de aanwezigheid van olie en de uiterst strategische ligging vanwege het Suezkanaal en de straat van Gibraltar.
Aan het begin van de jaren 20 van de twintigste eeuw was de hele Arabische wereld, op een deel van het Arabische schiereiland na, gekoloniseerd. De Somalische Derwisjstaat wist onafhankelijk te blijven gedurende de Wedloop om Afrika en de Eerste Wereldoorlog. Gedurende die periode bleef het de enige islamitische macht in Afrika. Na de Eerste Wereldoorlog werden de hoofdstad en talloze andere steden door de Britten gebombardeerd, wat de val van de Derwisjstaat veroorzaakte. Het Britse protectoraat Brits-Somaliland werd gecreëerd.
In de loop van de jaren 30 en 40 werden de landen in de Levant onafhankelijk, op Palestina na (zie hieronder bij Oorlogen met Israël). De Egyptenaren kwamen aan het begin van de jaren 20 in opstand en wisten zo onafhankelijkheid te verkrijgen. Soedan bleef een Brits protectoraat en werd in 1956 onafhankelijk. De Britse protectoraten in de Golfstaten werden in het begin van de jaren 70 onafhankelijk.
Niet overal verliep de onafhankelijkheid gemakkelijk. In Marokko, Tunesië en Zuid-Jemen werden bloedige onafhankelijkheidsoorlogen uitgevochten, het ergst in Algerije en Libië. In Algerije werd in de jaren 50 acht jaar lang een heftige dekolonisatieoorlog gevoerd met ruim een miljoen Algerijnse doden tot gevolg. Deze Algerijnse Oorlog betekende een keerpunt in het dekolonisatieproces wereldwijd. In 1962 kreeg Algerije zijn onafhankelijkheid. De Libiërs kregen het zwaar te verduren onder de Italiaanse fascisten. De opstandleider Omar Mokthar werd in 1936 opgehangen door de Italianen. Nadat Italië de Tweede Wereldoorlog had verloren, werd Libië in 1951 onafhankelijk.

#### Oorlogen met Israël
Een van de grootste conflicten in de Arabische wereld, in het Midden-Oosten, is het Arabisch-Israëlisch conflict. Na de val van het Ottomaanse rijk was Palestina een Brits mandaat geworden. De joden voelden zich na de Holocaust in Europa niet meer veilig en wilden een thuisland voor het Joodse volk in Palestina. Dit idee werd gesteund door de Britten. Toen in 1948 de Britten zich uit Palestina terugtrokken, riepen de joden de staat Israël uit, wat een oorlog ontketende met de Arabische buurlanden. Israël won de oorlog, wat tot gevolg had dat (volgens de officiële schatting van de VN) ruim 700.000 Palestijnen hun oorspronkelijke woongebieden moesten verlaten. De Arabieren zwoeren dat ze de nederlaag van 1948, die de Nakba (Arabisch voor 'ramp') werd genoemd, zouden wreken. Als gevolg ontstonden pogroms, die mede als gevolg hadden dat ruim 700.000 joden hun oorspronkelijke woongebieden in de Arabische wereld verlieten. Er ontstond een Arabisch nationalisme, met als gevolg dat in Syrië en Irak de Ba'ath-partij aan de macht kwam, en in Egypte president Nasser nadat hij in 1952 een staatsgreep had gepleegd en de pro-Britse koning Faroek had verdreven. Zowel Nasser als de Ba'ath-partij waren het erover eens dat de Arabieren één staat moesten vormen vanaf de Atlantische Oceaan tot de Perzische Golf. Na de Suezcrisis in 1956 nam overal in de Arabische wereld de steun hiervoor toe, met als gevolg dat in Irak, Noord-Jemen en Libië staatsgrepen werden gepleegd en Egypte en Syrië in 1958 samengingen als Verenigde Arabische Republiek.
In 1967 kwam er een einde aan het nationalisme van Nasser, toen Israël de omringende Arabische landen na een verrassingsaanval versloeg in de Zesdaagse Oorlog en veel gebieden van de Arabische landen bezette, waaronder de stad Jeruzalem. Na zijn dood in 1970 werd Nasser opgevolgd door Anwar Sadat. In 1973 deden de Arabieren een poging om de bezette gebieden te bevrijden door een aanval op Israël, hetgeen de Oktoberoorlog ontketende. In 1979 sloot Egypte als eerste Arabische land vrede met Israël, tot grote woede van de Arabieren.
De Palestijnen, die uiteindelijk het kind van de rekening werden, probeerden hun door Israël bezette land in Palestina te bevrijden en richtten daartoe verschillende verzetsgroeperingen op, zoals Fatah en de PLO. De Arabische landen steunden deze organisaties wel, maar daden bleven veelal uit.

#### 1975 tot nu
Vanaf 1975 wordt de Arabische wereld geteisterd door interne conflicten. Nadat Spanje vertrok uit de Westelijke Sahara ontstond er een oorlog tussen Marokko, die meent het recht te hebben de Sahara in te lijven, en de Saharaanse onafhankelijkheidsbeweging Polisario. Algerije steunt de Polisario waardoor Marokko en Algerije aartsrivalen zijn geworden. In Libanon brak in 1975 een bloedige burgeroorlog uit tussen moslims die grondwetswijzigingen wilden en christenen. De PLO, Syrië en Israël raakten allemaal betrokken bij deze oorlog. In 1977 viel Somalië Ethiopië binnen; dit werd bekend als de Ogaden-oorlog. In 1990 kwam er met het Vredesakkoord van Taif een einde aan de burgeroorlog. In 1991 viel Irak Koeweit binnen, wat de Golfoorlog ontketende. In 1994 brak er in het pas verenigde Jemen een burgeroorlog uit.
Bovendien neemt de spanning tussen de min of meer seculiere regeringen in de Arabische landen en islamistische partijen toe. Denk hierbij aan de Moslimbroeders in met name Egypte, Hamas in de Palestijnse gebieden, Hezbollah in Libanon, de Nahda in Tunesië enzovoorts. Met name de Iraanse Revolutie heeft de denkwijze in veel Arabische landen veranderd.
Na de terroristische aanslagen op 11 september 2001 is de VS een oorlog tegen het terrorisme begonnen. Een onderdeel van deze oorlog was de inval van Irak in 2003. Dit leidde tot de val van dictator Saddam Hoessein, maar ook tot een enorm instabiele situatie in Irak. Ook is de situatie in Israël en de Palestijnse gebieden nog steeds gespannen, omdat de vredesbesprekingen zijn vastgelopen. In 1993 was er een begin gemaakt met de vredesbesprekingen met de Oslo-akkoorden.
In begin 2011 brak er een golf van volksopstanden uit tegen de dictatoriale regimes in de Arabische wereld: de zogenaamde Arabische Lente. Als gevolg daarvan vielen de dictators van Tunesië, Egypte, Libië en Jemen en werden ze vervangen door nieuwe regeringen met een meer democratisch karakter.
Sinds 2011 woedt in Syrië een burgeroorlog die sektarische tendensen heeft.

## Economie en politiek

### Export
De belangrijkste twee exportproducten van de Arabische Wereld zijn:
- Olie. Met name op het Arabische schiereiland zijn enorme olievelden aanwezig die voor veel rijkdom hebben gezorgd in de regio. Saoedi-Arabië is het grootste olieproducerende land ter wereld. Daarnaast zijn ook de andere Golfstaten, Irak, Algerije en Libië belangrijke olieproducerende landen. Veel Arabische landen zijn lid van de OPEC. De Arabische olie speelt een belangrijke rol in de politiek van het Westen tegenover de Arabische landen. Zo zorgde een olieboycot van de Arabische landen tijdens de Oktoberoorlog van 1973 voor een enorme oliecrisis in de westerse landen die Israël steunen, met name de VS en Nederland. Hierdoor realiseerden de westerse landen zich hoe afhankelijk ze zijn van Arabische olie. In 2009 kreeg Groot-Brittannië veel kritiek vanwege de vrijlating van Abdel-Basset al-Megrahi, die verantwoordelijk wordt gehouden voor de Lockerbie-aanslag in 1988. Volgens critici speelde de olie die Libië levert aan de Britten een belangrijk motief voor de vrijlating.
- Toerisme. Voor veel Arabische landen is het toerisme een belangrijke inkomstenbron. Met name Marokko, Tunesië, Egypte met zijn piramides en Jordanië met de stad Petra zijn grote toeristische trekpleisters. Ook de Golfstaten, waar de olie langzaam maar zeker begint op te raken, proberen van toerisme een steeds belangrijkere inkomstenbron te maken.

### Regeringsvormen
In de Arabische wereld zijn zowel monarchieën als republieken aanwezig. De meeste Arabische landen zijn officieel republieken hoewel in de praktijk meestal een autoritair regime de lakens uitdeelt. Op een rij:
- Republieken: Algerije, Tunesië, Somalië, Mauritanië, Egypte, Soedan, Libanon, Syrië, Irak, Jemen.
- Monarchieën: Marokko, Jordanië, Saoedi-Arabië en Bahrein (koninkrijken), Koeweit, Qatar, VAE (emiraten) en Oman (sultanaat).

Daarnaast had Libië, tot de val van dictator Muammar Ghadaffi, als officiële staatsvorm een "Jamahiria" (regering door de massa's') hoewel de praktijk een dictatuur was. De Palestijnen hebben een autonome regering in de Gazastrook en op de door Israël bezette Westelijke Jordaanoever.
Volgens de Democratie Index van de Economist Intelligence Unit staan de meeste Arabische landen onder een dictatoriaal/autoritair regime en scoren alle Arabische landen slecht op het vlak van democratie. Het meest democratische land in de Arabische wereld is Libanon, gevolgd door de Palestijnse Autoriteit en Irak. Verder kennen alle Arabische landen autoritaire regimes, met als minst democratische landen Syrië, Libië en Saoedi-Arabië. De zogenaamde 'Arabische Lente' heeft verschillende dictaturen beëindigd maar de nieuwe, veelal islamistische, regimes zijn vaak intolerant tegenover niet-islamitische minderheden. Tot nu toe worden interne politieke conflicten in de Arabische landen meestal niet met onderling overleg van de diverse partijen, maar met geweld beslecht.
De mate van secularisme verschilt per Arabisch land: zo mocht tot voor kort in Tunesië geen hoofddoek worden gedragen in openbare gebouwen en zijn in Syrië en Libanon seculiere regeringen aan de macht. In de meeste Arabische landen zijn zaken zoals erfrecht in overeenstemming met de islamitische wetgeving, de sharia. In veel Arabische landen bestaan islamistische organisaties die het secularisme afkeuren en ernaar streven met de politieke islam te regeren. De bekendste hiervan zijn de Moslimbroeders (die een korte tijd in Egypte de macht hadden), FIS, PJD, Hamas, Hezbollah en de Unie van Islamitische Rechtbanken.

### Ontwikkeling
De mate van ontwikkeling verschilt sterk in de Arabische wereld. Volgens de Verenigde Naties, die elk jaar een Human Development Index publiceert, hebben de VAE, Katar en Bahrein een zeer hoog ontwikkelingsniveau; Marokko, Syrië en Egypte een gemiddeld ontwikkelingsniveau; en is de ontwikkeling in Jemen en Soedan het laagst. De overige Arabische landen hebben een hoog ontwikkelingsniveau. Een aantal grote ontwikkelingsproblemen in de Arabische wereld:
- corruptie, het belangrijkste probleem wat betreft ontwikkeling in de Arabische wereld. Ruim een derde van het totale Arabische inkomen gaat naar corruptie. Vooral in Jemen, Soedan en Irak is de corruptie erg hoog en krijgt men zonder het betalen van steekpenningen vrijwel niets gedaan.
- inkomensongelijkheid, in veel Arabische landen is er een kleine bovenlaag met erg hoge inkomens, een relatief kleine middenlaag van kleine handelaren en middenstanders, onderwijzers, technici en bureaucraten en daaronder een grote onderlaag die op of onder de armoedegrens leeft.
- onderwijs, in Marokko en Jemen is het aantal analfabeten erg hoog (ruim de helft).